# Dodecatheon pulchellum
Dodecatheon pulchellum là một loài thực vật có hoa trong họ Anh thảo. Loài này được (Raf.) Merr. mô tả khoa học đầu tiên năm 1948.

## Hình ảnh

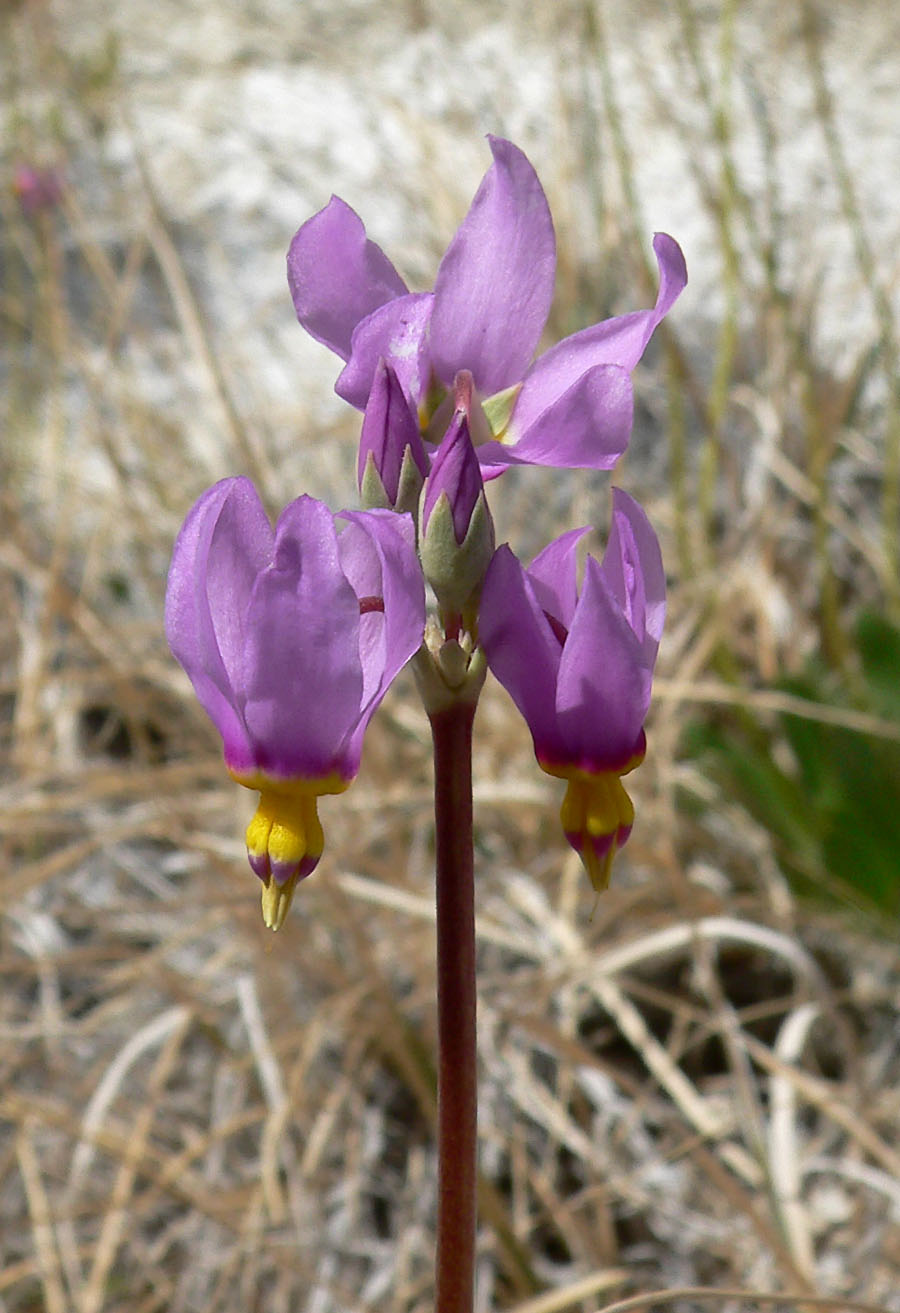
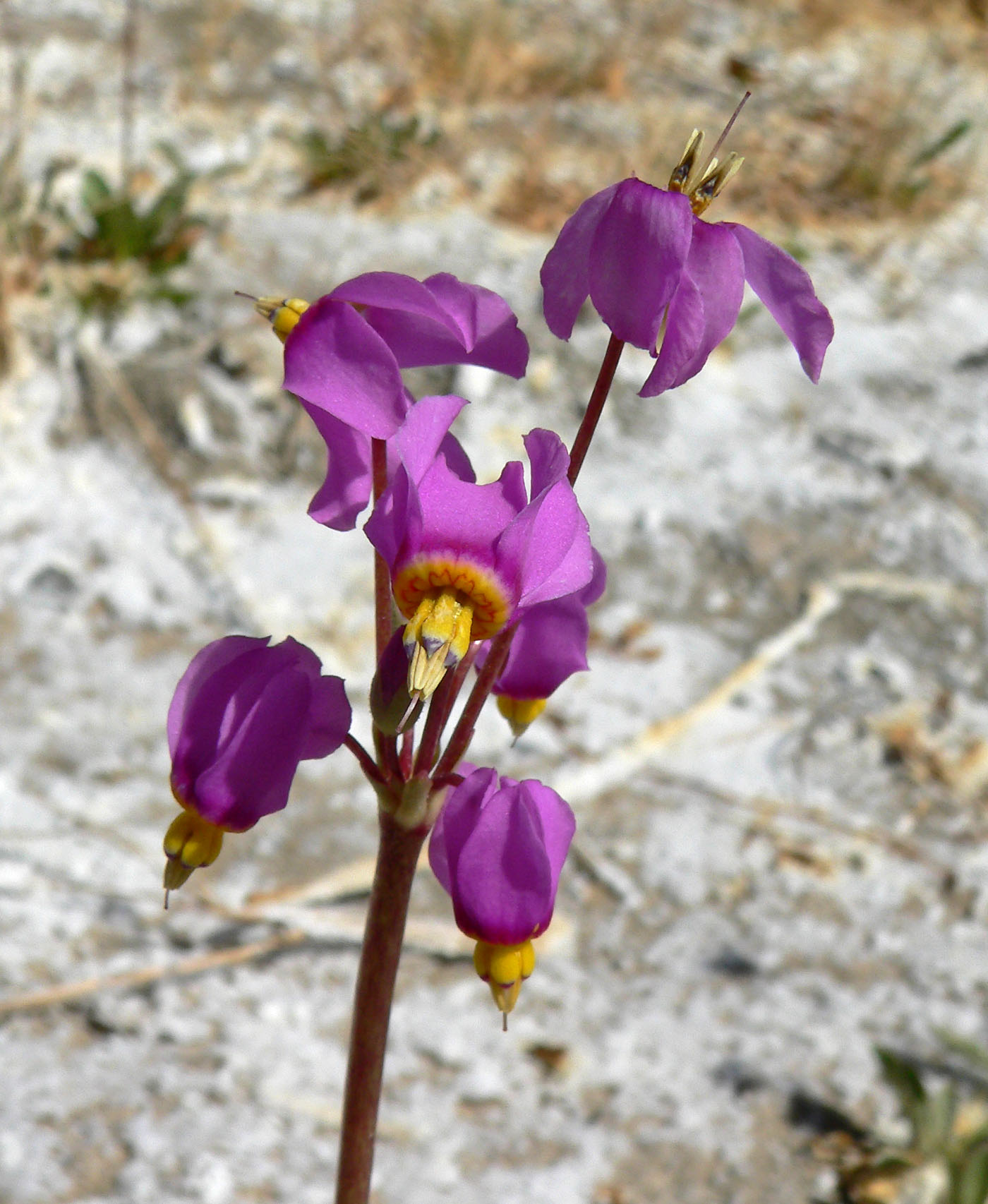
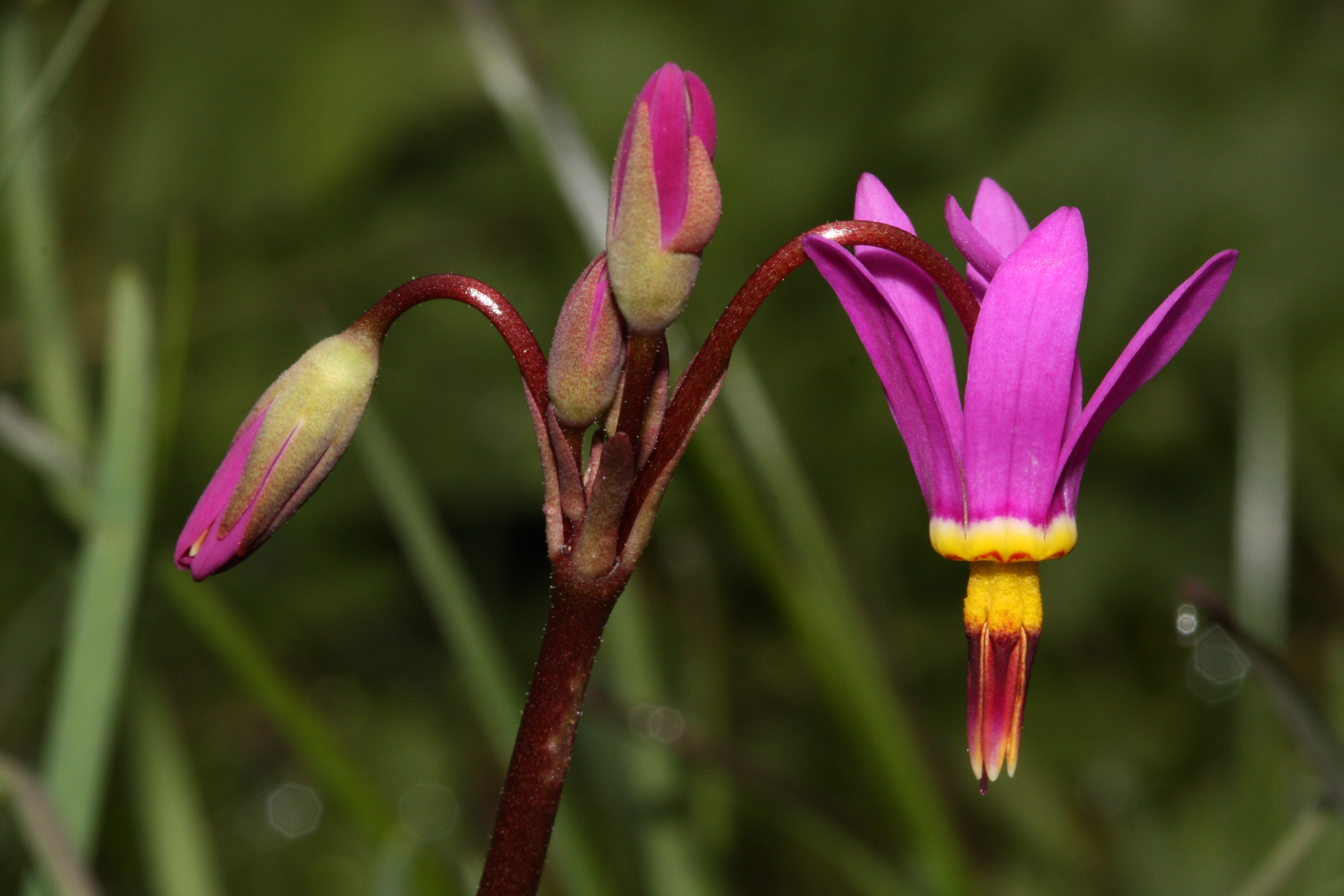
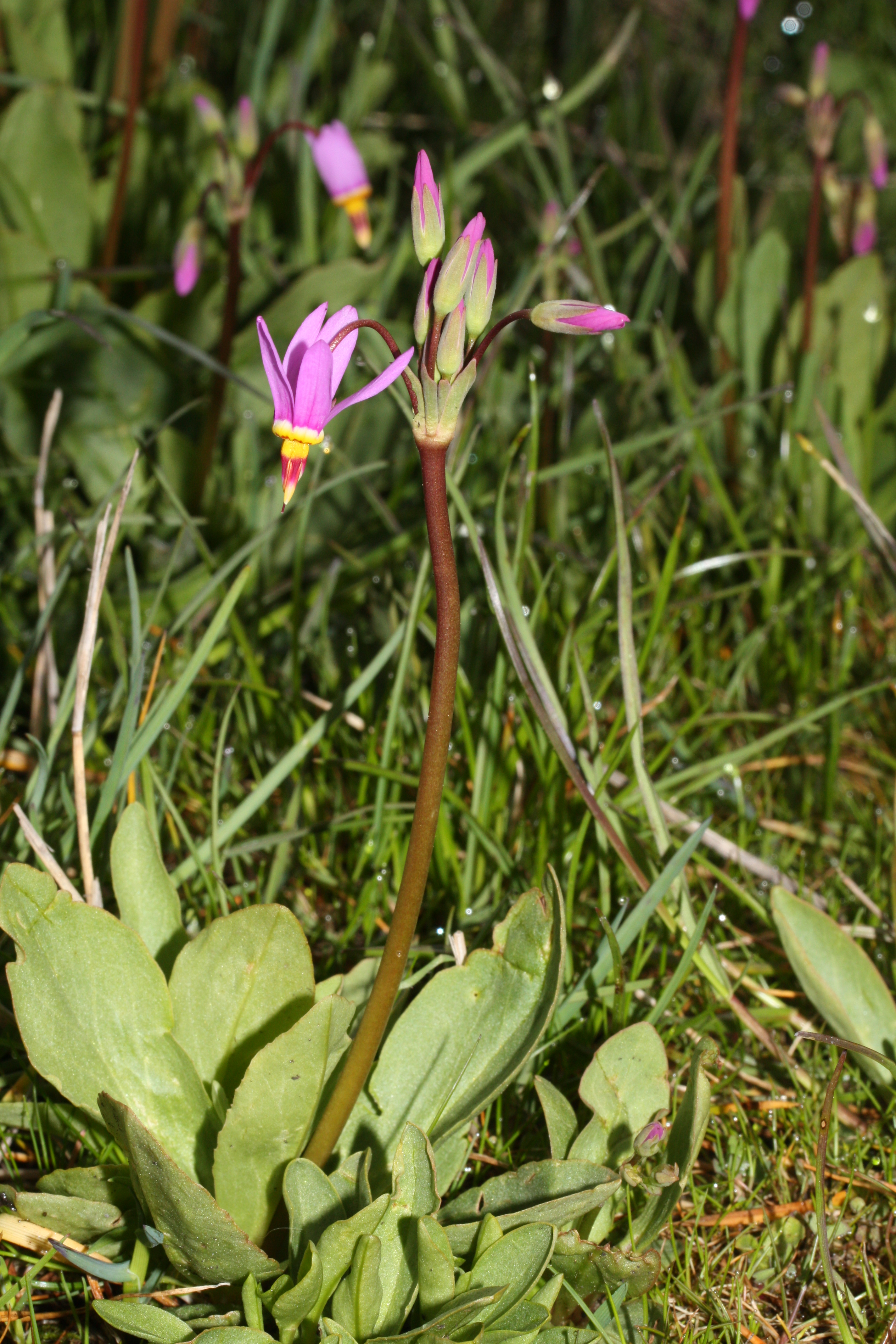